# Peineta

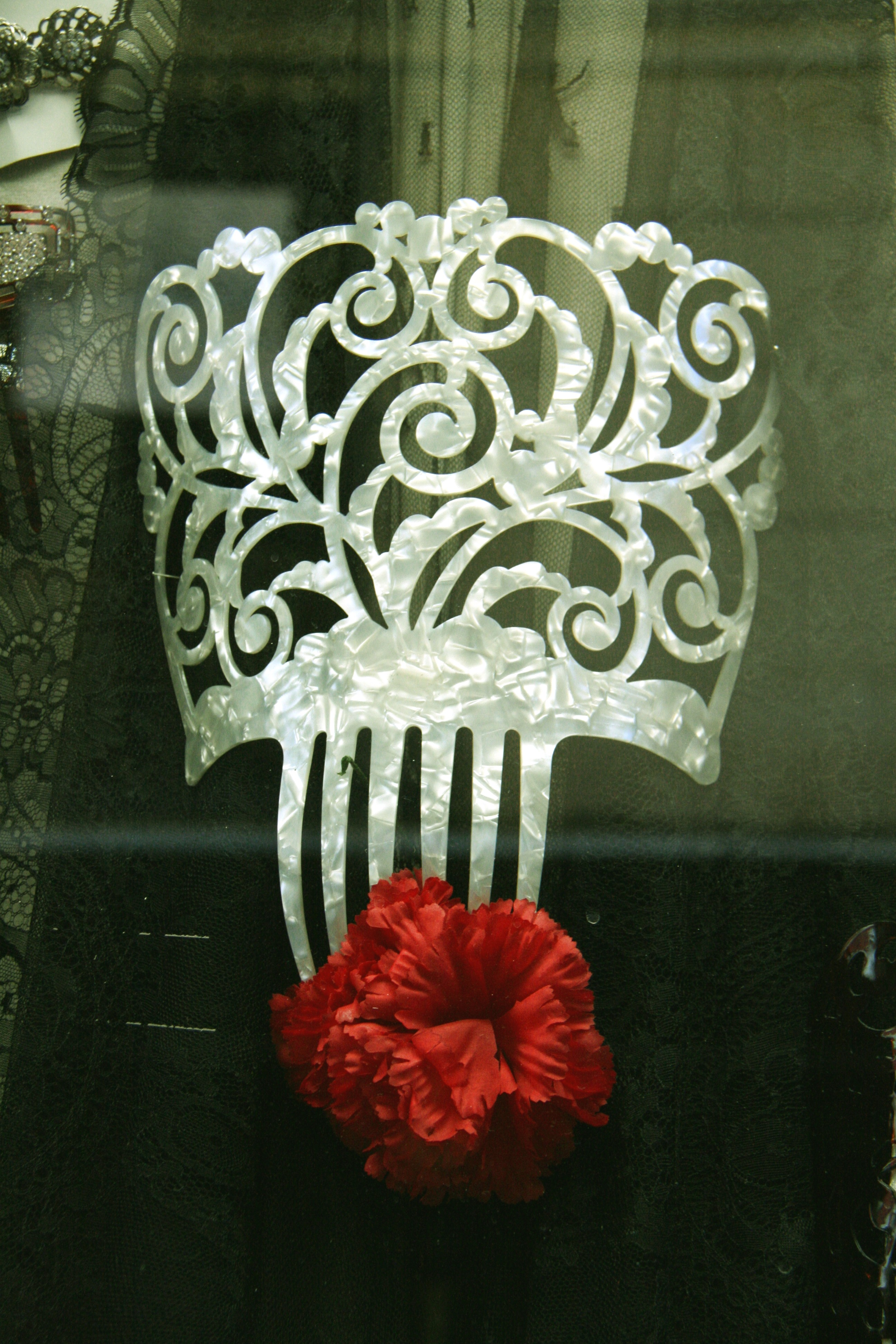
Peineta de nácar.

La peineta o peinecillo es una especie de peine, que consta de un cuerpo convexo y un conjunto de púas que se encajan sobre el moño. Cumple una doble función, una primera utilitaria, que es la sujeción del cabello o soporte de un elemento textil y otra de carácter ornamental femenino, como elemento de adorno en el pelo.

## Evolución histórica y materiales de fabricación
Es en el último cuarto del siglo XVIII, cuando la peineta se incorpora de forma genérica al adorno femenino y así se evidencia de los retratos de corte tanto en Francia como en España.
Históricamente, para la fabricación de peinetas se empleaban metales nobles como el oro y la plata o aleaciones como el latón y  el acero.
 A medida que fue avanzando el siglo XIX, creció su tamaño, el excesivo peso de las piezas llevó a sustituir el metal por otros materiales más ligeros de origen natural como el hueso, el marfil o el carey, procedente del caparazón de tortuga. La elaboración de una peineta de gran tamaño, de las denominadas españolas, que alcanzó sus dimensiones máximas a mediados del siglo XIX, podía llegar a necesitar la concha completa de una tortuga. Se puede decir que se trataba de un producto de alto precio y complejo en cuanto a su manufactura.
En la segunda mitad del siglo XX, la irrupción de los "plásticos" industriales que imitaban bien los materiales nobles y el empleo de moldes simplificó su proceso de manufactura e incrementó su producción y permitió su fabricación de forma mucho más económica y la peineta se hizo mucho más popular.
Muy habitual en algunas zonas de España desde finales del siglo XVIII, su uso se conserva en las bodas, bautizos, procesiones de Semana Santa, corridas de toros, espectáculos tradicionales y espectáculos de música flamenca o copla.
La mantilla constituye un complemento habitual de la peineta sobre la que se coloca estilizando la figura de la mujer. También es elemento constitutivo de algunos trajes regionales como el valenciano de fallera o el traje de flamenca.